# Alexis Vincent Gomès
Alexis Vincent Gomès, né le 31 octobre 1955 à Brazzaville, est un avocat d'affaires de la République du Congo, ancien directeur international du Lions Clubs (2013-2015).

## Jeunesse et famille
Alexis Vincent Gomès, né le 31 octobre 1955 à Brazzaville, a pour père Louis Raymond Mavoungou Gomès, professeur agrégé de pharmacie à Angers en France. Ce dernier fût le frère cadet de Maître Marcel Roger Gnali Gomès, premier notaire congolais, et de Blanche Mountou Gomès (1934-1960), première sage femme du Congo, dont le nom a été donné à l'hôpital mère-enfant de Brazzaville, issu de la coopération soviétique. La famille Gnali-Gomès constitue une des branches du Clan Boulolo de l’ancien Royaume de Loango. Vincent Gomès a grandi entouré de sa mère, Margerite Dupuy, de son aïeule Sophie, de ses grands parents, ainsi que de ses frères et sœurs. Il est marié et père d’une grande famille,,,,,,,.

## Formation
Vincent Gomès fréquente l'Université de Brazzaville devenu plus tard, Université Marien Ngouabi, où il obtient une licence en droit privé en 1979. Il s’inscrit à la faculté de droit de l'Université de Bordeaux où il obtient un diplôme en criminologie et sciences pénitentiaires en 1980. De 1981 à 1982, il étudie à l'École nationale de la magistrature de Paris en France (section internationale) et obtient son diplôme de Magistrat avec mention Bien. Vincent Gomès préfère s’orienter vers le Barreau, et est admis en stage au barreau de Bobigny où, pendant 18 mois, il travaillera au cabinet de maître Jeannine Pietruzinsky,,.

## Carrière professionnelle
À l’issue de ce stage, Vincent Gomès rentre au Congo en juillet 1983 et à la chance de s’associer à maître Jean-Claude Jacquot, un avocat de la ville de Pointe-Noire. Les deux avocats, Maîtres Jacquot et Gomès, vont former le premier cabinet d’avocats associés au Congo en 1983. Après plusieurs années d’exercices, Vincent Gomès va racheter les parts de Maître Jean-Claude Jacquot et depuis lors, travaille en collaboration avec plusieurs confrères avocats congolais au sein du Cabinet Alexis Vincent Gomès. Il devient par la suite le premier Bâtonnier élu du Barreau de Pointe-Noire. En 2022, le cabinet fut renommé Cabinet Gomes & Gomes après son association avec son fils Louis-Raymond. 
Depuis 1990, Vincent Gomès s’implique dans les domaines de l’industrie du bois, de l’immobilier et de l’hôtellerie. Il est président du conseil d’administration de United Bank for Africa (UBA), actionnaire de la Banque Congolaise de l’Habitat (BCH), et de la Bourse des valeurs mobilières de l’Afrique centrale (BVMAC).

## Engagement au sein du Lions Clubs
Membre du Lions Clubs International depuis décembre 1983, Vincent Gomès a gravi tous les échelons, jusqu'à être élu pour un mandat de deux ans (2013-2015), directeur international du Lions Clubs, lors de la 96e convention internationale tenue à Hambourg en Allemagne, du 5 au 9 juillet 2013,. 
Le 18 novembre 2023, Alexis Vincent Gomès a été élu, avec 70 % des voix, candidat officiel de l’Afrique au poste de 3ᵉ vice-président international du Lions Clubs International. Son investiture devait se jouer lors de la 106ᵉ convention internationale de l’organisation, tenue à Melbourne (Australie) du 21 au 25 juin 2024,. Il a finalement été battu par le Dr Manoj Shah, candidat kenyan, déclaré vainqueur de l’élection.

## Distinctions
Alexis Vincent Gomès est commandeur de l’Ordre du Mérite congolais, commandeur de l’Ordre du Mono (Togo), et officier de l’Ordre du Mérite ivoirien. Il est également Médaillé d'honneur de la ville d’Alès (France) et citoyen d'honneur des villes de Kinshasa (RDC) et d’Uzès (France),, .

### Source bibliographique
- Autobiographie d'Alexis Vincent Gomès, "Les lumières de Pointe-Noire et du département du Kouilou", publié par la Fondation Mission Humanitaire de Pointe-Noire. Imprimé en République du Congo - Code  (ISBN 979-8-416-52302-2) - Dépôt légal : mars 2022.